# Polizei-Regiment Mitte
Le Polizei-Regiment Mitte était une formation de l'Ordnungspolizei (police de l’ordre) active sous le Troisième Reich. Au cours de l'opération Barbarossa, il fut subordonné à la Schutzstaffel (SS) et déployé dans les zones occupées par l'Allemagne, en particulier la zone arrière du groupe d'armées Centre, en Union soviétique. Au milieu de 1942, ses trois bataillons constituants ont été réaffectés et l'unité a été renommée 13e régiment de police.
Aux côtés de détachements des Einsatzgruppen et de la brigade de cavalerie SS, l'unité commit de nombreux meurtres de masse en étant responsable de crimes contre l'humanité à grande échelle visant des populations civiles au cours de la « guerre de sécurité » nazie. La portée des opérations du régiment était connue des services de renseignement britanniques depuis juillet 1941 mais, pour des raisons de sécurité nationale, les informations relatives à leurs activités ne furent publiées qu'en 1993.